# Walter Albini
Gualtiero Angelo Albini, más conocido como Walter Albini (Busto Arsizio, 3 de marzo de 1941-Milán, 31 de mayo de 1983) fue un diseñador de moda italiano. 

## Biografía
Estudió en el Istituto d'Arte, Disegno e Moda de Turín. Se trasladó a Francia, donde trabajó como ilustrador de revistas de moda. De regreso a su país en 1960, entró a trabajar en la empresa Krizia. En 1963 pasó a trabajar para Basile, donde diseñó varias colecciones de prêt-à-porter. En 1965 abrió su propia empresa, donde desarrolló una línea de corte diestro y sutil elegancia, con gusto por las telas preciosas, inspirada en el vestuario de las películas de los años 1930 y 1940.
Albini adaptó el prêt-à-porter a la industria italiana y fue el pionero de los acuerdos entre diseñadores y firmas comerciales bajo la fórmula «Walter Albini para [...]». Influido por el art déco, el zodíaco y el ballet puso un contrapunto glamuroso a la corriente contracultural de la moda de su tiempo. Fue uno de los impulsores de la Semana de la Moda de Milán. Pese a su prematura muerte ejerció una notable influencia en la moda italiana.